# Giprus siskiyou
Giprus siskiyou är en insektsart som beskrevs av Paul W. Oman 1937. Giprus siskiyou ingår i släktet Giprus och familjen dvärgstritar. Inga underarter finns listade i Catalogue of Life.